# یواس‌اس اشورنس (ام‌اس‌او-۵۲۱)
یواس‌اس اشورنس (ام‌اس‌او-۵۲۱) (به انگلیسی: USS Assurance (MSO-521)) یک کشتی بود که طول آن ۱۹۰ فوت (۵۸ متر) بود. این کشتی در سال ۱۹۵۷ ساخته شد.